# Mallipatna, Tiptur
Mallipatna là một làng thuộc tehsil Tiptur, huyện Tumkur, bang Karnataka, Ấn Độ.